# Lilian de Celis
Lilián Ángela de Celis Collía, coneguda com a Lilián de Celis (Fíos, part del municipi asturià de Parres, 31 de gener de 1935), és una cantant i actriu espanyola.

## Biografia
Als vuit anys es trasllada a Santander amb tota la seva família i allà canta per primera vegada a l'emissora de la ciutat. Després viatjarà a Madrid, on estudia cant i declamació, compaginant aquests estudis amb la carrera de comerç.
Aviat la jove Lilián és llançada per l'emissora "Radio Madrid" com cupletista al costat de l'orquestra del mestre Indalecio Cisneros, que la va descobrir en el conservatori. Aviat va començar a actuar en anuncis publicitaris radiofònics gràcies a la semblança de la seva veu amb la de Raquel Meller, en aquest moment va saltar a la fama, sent seguida per Sara Montiel. Entre ambdues va haver-hi una gran rivalitat.
Més tard va debutar al Circ Price i al teatre Albéniz, on va tenir un gran èxit recuperant les cançons "La chica del 17", "Polichinela" o "Las tardes del Ritz". Va anar de gira al continent americà el 1962, començant a l'Argentina, i acabant per establir-se a Mèxic durant nou anys, arran del seu èxit en aquest país. L'estiu de 1980 va substituir a Marujita Díaz com a protagonista de la revista musical Cantando los cuarenta, en una gira per Espanya.
Va rodar 16 pel·lícules. Ha fet també teatre, revista i televisió.

## Filmografia
D'entre les 16 pel·lícules que va rodar la famosa cupletista, hi ha aquestes, tal vegada les més representatives:
- Aquellos tiempos del cuplé (1958)
- Los claveles (1960)
- Alma Aragonesa (1961)
- Júrame (1961)
- Las estrellas (1962)
- Apuros de dos gallos (1963)
- Canciones de nuestra vida (1975)